# داء الفيل المتوطن
داء الفيل المتوطن هو حالة جلدية، تليف تضخمي نهائي يتبع التهاب الأوعية اللمفاوية المزمن طويل الأمد. :261

## الأعراض
يصيب المرض عادة أسفل الساقين أو كيس الصفن. يصاحب التورم عقيدات خشنة أو لويحات تشبه الثؤلول على الجلد. إذا لم يتم علاج المرض، فإنه يؤدي في النهاية إلى الشعور بالألم وعدم القدرة على الحركة.

## الأسباب
على الرغم من أن داء الفيل المتوطن يشبه داء الفيل الذي تسببه الديدان الطفيلية، إلا أنه ليس مرضًا خيطيًا. بدلا من ذلك، هو من مضاعفات الوذمة اللمفية المزمنة. يتميز كل من داء الفيل المتوطن وداء الفيل الفيلاري بضعف التصريف اللمفاوي، مما يؤدي إلى تراكم السوائل الزائد.

## العلاج
يتكون العلاج من استخدام المضادات الحيوية ورفع الطرف المصاب والضغط. بالنسبة للأشخاص المصابين بداء الفيل الذين يعانون من زيادة الوزن أو السمنة، يوصى بفقدان الوزن. تم استخدام الرتينويدات عن طريق الفم لعلاج المظاهر الجلدية للمرض.